# 贡珀茨豪森
贡珀茨豪森（德語：Gompertshausen，發音：[ɡɔmpɐtsˈhaʊzn̩]）是德国图林根州希尔德堡豪森县曾经的一个市镇，面积14.81平方千米，2017年12月31日人口为434人。2019年1月1日，贡珀茨豪森与另外2个市镇合并为新市镇黑尔德堡。